# 聯盟足球會 (哥倫比亞)
聯盟足球會（西班牙語：Alianza Fútbol Club）是一支哥倫比亞職業足球隊，位於塞薩爾省巴耶杜帕爾，2024年1月16日成立。目前效力於哥倫比亞足球甲級聯賽。2024年首次晉級南美俱樂部盃。

## 曆史
聯盟足球會由石油聯盟的所有者兼主席 Carlos Orlando Ferreira 創建，雖然石油聯盟在2023 年甲級聯賽總積分榜上排名第八，使他們有資格參加首次國際比賽，即2024年南美俱樂部盃，但到 2024 年 1 月上旬，出現了有關財務支持以及體育場的問題巴蘭卡韋梅哈的丹尼爾·維拉·薩帕塔不適合舉辦國際比賽，同時巴耶杜帕爾也有興趣讓俱樂部在那裡打主場比賽。2024 年 1 月 16 日，聯盟足球會在巴耶杜帕爾舉行的新聞發布會上亮相，並確認俱樂部進行比賽時將使用的隊徽，採用代表該城市的顏色。該俱樂部於 2024 年 1 月 21 日進行了首場比賽，在2024 年 Apertura錦標賽第一輪比賽中以 3-1 輸給了全國競技隊。3月6日，聯盟隊首次參加國際賽，在南美俱樂部盃第一階段以2-1擊敗卡利美洲隊，晉級小組賽。